# قانون اول ترمودینامیک

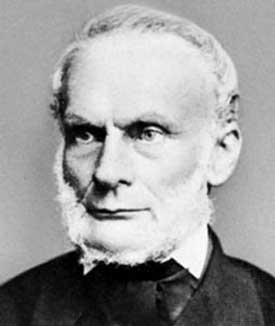
اولین اظهارات کامل از قانون در سال ۱۸۵۰ توسط رودلف کلاوزیوس (در تصویر) و ویلیام رانکین عنوان شد که کلاوزیوس نقش بیشتری ایفا کرد.

قانون اول ترمودینامیک که به عنوان قانون بقای کار و انرژی نیز شناخته می‌شود. طبق این قانون برای سیستمی که یک چرخه را طی می‌کند انتگرال سیکلی گرما با انتگرال سیکلی کار برابر می‌باشد. حالت تعادل ماکروسکوپی یک سیستم با کمیتی به نام انرژی درونی (U) بیان می‌شود. انرژی درونی دارای خاصیتی است که برای یک سیستم منزوی (ایزوله) داریم:
اگر به سیستم اجازهٔ برهم‌کنش با محیط داده شود، سیستم از حالت ماکروسکوپی اولیهٔ خود به حالت ماکروسکوپی دیگری منتقل می‌شود که تغییر انرژی درونی را برای این تحول (فرایند) می‌توان به شکل زیر نشان داد:
که در این فرمول W، کار ماکروسکوپی انجام شده توسط سیستم در برابر نیروی خارجی و Q مقدار گرمای جذب شده توسط سیستم در طی این فرایند است.
بهتر است به صورت Q=U+W برای محاسبات استفاده شود و برای علامت گذاری، گرمای ورودی به سیستم و کار خروجی از سیستم را مثبت و در غیر اینصورت منفی لحاظ کنیم.

## نمادگذاری

### شیمی و فیزیک
چون در شیمی و فیزیک سیستم مورد توجه است، گرما و کاری که به سیستم داده می‌شود مورد نظر ماست و انرژی درونی را Q+W در نظر می‌گیریم. (سیستم را بسته، در حالت سکون و در غیاب میدان‌ها در نظر می‌گیریم)
{\displaystyle \mathrm {d} U=\delta Q-\delta W\,}
که در آن
{\displaystyle \mathrm {d} U} یک افزایش بی‌اندازه کوچک در انرژی درونی سیستم است،
{\displaystyle \delta Q} یک مقدار بی‌اندازه کوچک از گرما که به سیستم افزوده می‌شود،
{\displaystyle \delta W} یک کار بی‌اندازه کوچک که بر روی سیستم انجام می‌شود و
{\displaystyle \delta } نماد دیفرانسیل است.
در واقع تعریف قانون اول چنین است:
اگر به سیستمی گرما داده شود یا از آن گرما گرفته شود، انرژی درونی سیستم تغییر خواهد نمود که حاصل آن کار انجام شده توسط سیستم یا کار مورد نیاز سیستم برای تغییر انرژی درونی خواهد بود.
تاریخچه
فرایند توسعه قانون اول ترمودینامیک از طریق آزمایش از نوع سعی و خطا در طی یک دوره در حدود نیم قرن بود. اولین اظهارات کامل از قانون در سال ۱۸۵۰ توسط رودلف کلاوزیوس و ویلیام رانکین عنوان شد. ادعاهای رانکین شاید کاملاً به واضح بودن و مشخص بودن بیانیه کلاوزیوس نبود.
(۱) یکی از جنبه‌های اصلی مبارزه برای مقابله با نظریه کالری بود که قبلاً ارائه شده بود به عنوان " گرما".
ژرمن هس در سال ۱۸۴۰ یک قانون حفاظت به اصطلاح 'گرمای واکنش' برای واکنش‌های شیمیایی اعلام کرد.
(۲) قانون او بعدها به عنوان یک نتیجه از قانون اول ترمودینامیک به رسمیت شناخته شد،
اما بیانیه هس را به صراحت با رابطه بین مبادلات انرژی توسط گرما و کار مرتبط نبود.
با توجه به Truesdell (1980)، ژولیوس رابرت فون مایر در سال ۱۸۴۱ بیانیه‌ای ساخت که بدان معنی است که "در یک فرایند در فشار ثابت، حرارت مورد استفاده برای تولید انبساط که عموماً قابیل تبدیل با کار است"، اما این بیان کلی از قانون اول نبود.
بیانیه‌های اصلی: «رویکرد ترمودینامیکی»
بیانیه‌های اصلی قرن نوزدهم دربارهٔ قانون اول ترمودینامیک در یک چارچوب مفهومی ظاهرشد که در آن انتقال انرژی به صورت گرما به عنوان یک مفهوم اولیه تعریف نشده. یا سازمان دهی شده توسط توسعه نظری دریک چارچوب معین بلکه به نظر می‌رسد، قبل از آن بوده و در حال حاضر پذیرفته شده‌است. مفهوم اولیه حرارت گرفته شده‌است از یک تجربه ثابت، به ویژه از طریق گرماسنجی در نظر گرفته می‌شود به عنوان یک موضوع در حق خود، قبل از ترمودینامیک. اشتراک اولیه دربارهٔ مفهوم حرارت مفاهیمی ازقبیل دمای تجربی و تعادل گرمایی بود. این چارچوب یک مفهوم و فرض کلی نیست دربارهٔ انرژی، اما به عنوان مشتق شده یا سنتز شده از مفاهیم قبل از گرما و کار است. توسط یک نویسنده این چارچوب به رویکرد "ترمودینامیکی" نامیده شده‌است. اولین بیانیه صریح و روشن از قانون اول ترمودینامیک، توسط رودلف کلاوزیوس در سال ۱۸۵۰، به فرآیندهای ترمودینامیکی چرخه نامیده می‌شود. در تمام مواردی کاری با آژانس به واسطه حرارت تولید شده، یک مقدار از گرما مصرف شده که متناسب با کار انجام شده؛ و برعکس، با مصرف یک مقدار برابر از کار مقدار مساوی از حرارت تولید می‌شود. کلاوزیوس همچنین قانونی در شکل دیگری بیان کرد، با اشاره به وجود یک تابع از حالت سیستم، انرژی داخلی، و بیان کرد ان را به عنوان یک معادله دیفرانسیل برای افزایش یک فرایند ترمودینامیکی.
این معادله ممکن است شرح داده شده به صورت زیر:
در یک فرایند ترمودینامیکی شامل یک سیستم بسته،
افزایش در انرژی داخلی به تفاوت بین گرمای انباشته شده توسط سیستم و کار انجام شده توسط آن وابسته است.
مفهوم انرژی داخلی توسط Bailyn ملاحظه شد که بتواند "سود بزرگی " به حساب اید.
مقدار آن نمی‌تواند بلافاصله اندازه‌گیری شود،
اما تنها می‌توان استنباط کرد به وسیله تفاضل اندازه‌گیری واقعی فوری (تفاضل حالت اولیه ونهایی)
Bailyn آن را تشبیه کردبه موقعیت‌های
انرژی یک اتم، که توسط رابطه انرژی بور ‘ hν = En ' ' − En نشان داد شد' -
(در هر مورد، کمیت غیرقابل اندازه‌گیری) انرژی داخلی،
سطح انرژی اتمی (با در نظر گرفتن تفاوت از مقادیر اندازه‌گیری شده نشان داد) افزایش انرژی داخلی،
مقدار ساطع یا جذب انرژی تابشی. (۸)
نسخه مفهومی: «رویکرد مکانیکی»
در سال ۱۹۰۷، جورج اچ برایان نوشت: در مورد سیستم‌های که در بینشان  انتقال ماده وجود ندارد (سیستم بسته).
تعریف: هنگامی که انرژی جریان میابد از یک سیستم یا بخشی از یک سیستم،
در غیر این صورت نسبت به عملکرد کار مکانیکی، بنابراین انرژی انتقال یافته می‌شود گرما. "(۹)
تا حد زیادی از طریق نفوذ ماکس بورن، (۱۰) در قرن بیستم،
نسبت به رویکرد مفهومی تجدید نظر شدو در تعریف گرما آمد و توسط بسیاری از نویسندگان، از جمله کنستانتین کاراتئودوری ترجیح داده شد. این ممکن است به نام "رویکرد مکانیکی نامیده شود".
(۱۱) این رویکرد را به عنوان مفهوم ابتدایی انرژی انتقال یافته و به عنوان کار تعریف شده توسط مکانیک منتقل شده‌است.
از این رو، مفاهیم انتقال انرژی به صورت گرما برگرفته می‌شود،
و دما، به عنوان تحولات نظری است. این مورد گرماسنجی به عنوان یک نظریه برگرفته شده‌است.
این منشأ در اوایل قرن نوزدهم، به عنوان مثال در کار هلمهولتز، (۱۲) بلکه در کار بسیاری دیگر.
[۵] برای این رویکرد، لازم است تا مطمئن شوید که اگر انتقال انرژی مرتبط با انتقال ماده وجود دارد،
سپس انتقال انرژی به غیر از انتقال از ماده که توسط یک مسیر جسمی جداگانه،
و از انتقال انرژی توسط انتقال از ماده به‌طور مستقل تعریف و اندازه‌گیری می‌شود
با توجه به رویکرد مکانیکی، مفهومی بیانیه تجدید نظر
این بیانیه تجدید نظر قانون برگرفته شده‌است از مفاهیم کار مکانیکی بی دررو،
و  انتقال غیر آدیاباتیک از انرژی، به عنوان مفاهیم اولیه تجربی یا نظری.
این در مفهوم اولیه از دیوار، به خصوص دیوارهای بی دررو استوار، پیش‌فرض به عنوان جسمی قرارگرفته‌اند.
انرژی می‌تواند عبور مانند دیوار به عنوان تنها کار بی دررو، برگشت‌پذیر یا برگشت‌ناپذیر.
اگر انتقال انرژی به عنوان کار بین آن‌ها مجاز نباشد،
دو سیستم از هم جدا شده به‌وسیله دیوار آدیاباتیک می‌تواند به موقعیت داخلی مکانیکی مربوط و
تعادل ترمودینامیکی مواد به‌طور کامل مستقل از یکدیگر بیایند. (۱۳)
در این بیانیه تجدید نظر این‌طور بیان شده‌است:
برای یک سیستم بسته، در هر فرایند خودسرانه فرعی که طول می‌کشد از حالت اولیه به یک حالت نهایی تعادل ترمودینامیکی داخلی،
تغییر انرژی درونی همان است که کار ادیاباتیک فرایند آن دو موقیت را مرتبط می‌کند.
این است که بدون در نظر گرفتن راه روند بهره و صرف نظر از اینکه آن بی دررو یا یک فرایند غیر آدیاباتیک است.
روند کار بی دررو مرجع ممکن است خودسرانه از میان کلاس از همه فرآیندهای انتخاب شده باشد.
این بیانیه بسیار کمتر نزدیک به پایه‌های تجربی نسبت به اظهارات اصلی (۱۴) است،
اما اغلب به عنوان مفهومی صرفه جو است که آن تنها بر مفاهیم کار بی دررو و فرآیندهای غیر آدیاباتیک استوار است،
نه بر مفاهیم انتقال انرژی که به صورت گرما و دمای تجربی که توسط اظهارات اصلی پیش‌فرض درنظرگرفته شده‌است.
تا حد زیادی از طریق نفوذ ماکس بورن،
آن است که اغلب به این دلیل به عنوان تئوری ترجیح داد می‌شود به وجود آمده به‌طور مخصوص که بیان می‌کند که رویکرد تجدید نظر اجتناب فکر در مرحله‌ای از آن که که او «مهندسی وارداتی» را مفهوم موتورهای گرما می‌نامد. (۱۰)
پایگاه تفکر خود را بر روی روش‌های مکانیکی، در سال ۱۹۲۱ به وجود آمد،
و دوباره در سال ۱۹۴۹، پیشنهاد شد به تجدید نظر در تعریف گرما. (۱۰) (۱۵) به‌طور خاص، او به کار کنستانتین کاراتئودوری، که در سال ۱۹۰۹ مراجعه کرده بود اظهار داشت اولین.
قانون بدون تعریف مقدار حرارت (۱۶) این تعریف به وجود آمد به‌طور مخصوص برای انتقال انرژی بدون انتقال ماده،
و آن به‌طور گسترده‌ای تشریح شده در کتاب‌های درسی (به عنوان نمونه:
(۱۷)(۱۸) [۱۹مشاهدات به وجود آمده ازاینکه انتقال ماده بین دو سیستم با یک انتقال انرژی داخلی است که نمی‌تواند به اجزای گرما و کار توجیه شود همراه است.
می‌تواند مسیر به سیستم‌های دیگر،
فضایی از آن انتقال ماده جداگانه، که اجازه می‌دهد گرما و کار مستقلانه انتقال یابند هم‌زمان با انتقال ماده وجود دارد. انرژی در هر نقل و انتقال محفوظ می‌ماند.
توصیف و بیان نتیجه
قانون اول ترمودینامیک برای یک سیستم بسته به دو روش توسط کلاوزیوس بیان شد.
یکی از راه‌هایی که اشاره می‌کند به فرآیندهای چرخه‌ای  و ورودی و خروجی از سیستم،
اما به افزایش موقعیت‌های داخلی در سیستم اشاره نمی‌کند.
راه دیگری که اشاره می‌کند  به هر گونه تغییر تدریجی در موضع‌های داخلی از سیستم، و انتظار نمی‌رود روند چرخه‌ای داشته باشد.
فرایند چرخه‌ای که می‌تواند بی‌نهایت تکرار شود  اغلب هنوز هم در ترک سیستم در حالت اصلی خود است.
در هر تکرار یک فرایند چرخه‌ای، کار انجام شده توسط سیستم متناسب با حرارت مصرف شده توسط سیستم است.
در یک فرایند چرخه‌ای که در آن سیستم کار در اطراف آن انجام می‌شود،
لازم است که برخی از گرما  توسط سیستم گرفته شده و برخی را بیرون بدهد،
و تفاوت در حرارت مصرف شده توسط سیستم در فرایند استیک .
ثابت جهانی و مستقل از سیستم است و توسط جیمز ژول در سال ۱۸۴۵ و ۱۸۴۷، که از آن به عنوان معادل مکانیکی حرارت توصیف اندازه‌گیری شد.
برای یک سیستم بسته، در هر فرایند،
تغییر در انرژی داخلی است که به علت ترکیبی از گرمای اضافه شده به سیستم و کار انجام شده توسط سیستم در نظر گرفته.می‌شود
با توجه به تغییر در انرژی داخلی Δu می‌شود: 
که در آن  مقدار حرارت محیط اطراف خود و کار انجام شده توسط سیستم در اطراف آن، به ترتیب به سیستم عرضه می‌شوند. این علامت ضمنی قراردادی در بیانیه‌ای کلاوزیوس 'از قانون داده شده در بالا است، و سازگار با استفاده از ترمودینامیک به مطالعه موتورهای گرما، که ارائه کار مفید است که به عنوان مثبت در نظر گرفته‌است قابل استفاده است.
در سبک مدرن آموزش علم، با این حال، مرسوم به استفاده از قرارداد IUPAC است که توسط آن قانون اول از نظر کار انجام شده بر روی سیستم فرموله شده‌است. با استفاده از این قرارداد علامت جایگزین برای کار، قانون اول برای یک سیستم بسته ممکن است نوشته شده شود:
این کنوانسیون به شرح زیر فیزیکدانان مانند ماکس پلانک، (۲۱) و تمام نقل و انتقالات خالص انرژی به سیستم به عنوان مثبت و تمام نقل و انتقالات انرژی خالص به بیرون سیستم به عنوان منفی ،بدون درنظرگرفتن هر گونه استفاده برای سیستم به عنوان یک موتور یا دستگاه دیگر، بدون در نظر گرفتن دیگر اجزا هنگامی که یک سیستم گسترش می‌یابد، در یک فرایند غیرواقعی، کار انجام شده توسط سیستم در مورد محیط زیست محصول، P dV، فشار، P، و DV تغییر حجم، است، در حالی که کار انجام شده بر روی سیستم -P DV است. با استفاده از هر قرارداد علامت برای کار، تغییر در انرژی داخلی سیستم است:
که در آن δQ نشان دهنده افزایش بینهایت کوچک از گرمای عرضه شده به سیستم از محیط اطراف آن است.
کار و گرما عباراتی هستند که برای فرآیندهای فیزیکی واقعی عرضه می‌شوند ویا حذف از انرژی هستند، در حالی که U انرژی داخلی انتزاع ریاضی نگه می‌دارد که حساب از تبادل انرژی است که گریبانگیر سیستم است. بنابراین گرما  Q  به معنی "آن مقدار از انرژی اضافه یا حذف شده توسط هدایت گرمایی یا تابش حرارتی است "،
به جای مراجعه به شکلی از انرژی در سیستم. به همین ترتیب، پارامتر انرژی کار W به معنی آن مقدار از انرژی به دست آورده شده یا از دست داده شده و در نتیجه انجام کاراست.
انرژی داخلی یک ویژگی از سیستم است در حالی که کار انجام شده و گرمای عرضه شده ویژگی سیستم نیستند.نتیجه قابل توجهی از این تمایز این است که با توجه به انرژی داخلی ΔU  تغییر انرژی داخلی در اصل ضابطه بین کار و گرما و ترکیب شدن این دو و همچنین تأثیراتی که برهم می‌گذارند را نشان می‌دهد.